# Stazione di Pagani
La stazione di Pagani è una stazione ferroviaria a servizio della città di Pagani, posta lungo la linea Napoli-Battipaglia.

## Strutture e impianti
La stazione conta 3 binari passanti per il servizio passeggeri, serviti da 2 banchine, mentre è in corso la dismissione dello scalo merci, una volta utilizzato soprattutto dalle adiacenti falegnamerie, e dall'adiacente ex complesso industriale Cirio.